# Rehmat Aziz Chitrali
Rehmat Aziz Chitrali (en ourdou :  رحمت عزیز چترالی) est un linguiste pakistanais spécialisé dans les langues locales nordiques du pays. Natif de Chitral, il est un conférencier en linguistique et un membre du département de khowar de la Khowar Academy de Karachi,.
L'autorité de langue nationale du Pakistan a édité son livre sur l'ourdou et le khowar. Son dictionnaire khowar-ourdou-anglais est l'une des rares sources disponibles sur la langue khowar. En 2015, le gouvernement du Pakistan lui a attribué une médaille pour sa contribution dans le domaine de la recherche linguistique.

## Biographie
Rehmat Aziz naît le 25 février 1970 dans le village de Khot, à proximité de Torkhow, dans le district de Chitral de la province de Khyber Pakhtunkhwa.
Il est diplômé d'un master en bibliothéconomie, d'une thèse en droit et d'un certificat en informatique. Il est notamment le créateur d'un logiciel permettant d'écrire près de 40 langues mineures du Pakistan avec le même clavier,,.

## Œuvres
- Guldan-e-Rehmat (Urdu Humorous Poetry), 1996
- Guldasta-e-Rehmat (Khowar Humorous Poetry), 1997
- Gulafshaniyat-e-Iqbal (Versified Khowar translatioin of Allama Iqbal’s poetry), 1999
- Khowar Qaida (Khowar Primer Book for Children), 2000
- Muhammad (Award winner book on the Holy Prophet Muhammad), 2016